# Berinsfield
Berinsfield est un village du South Oxfordshire en Angleterre.
Sa population était de 2 806 habitants en 2011.